# ブックオフオンライン
ブックオフオンライン（BOOKOFF Online）とは、ブックオフコーポレーション株式会社の完全子会社であるブックオフオンライン株式会社(すでにブックオフコーポレーションに合併済み)が運営する日本最大級のオンライン中古書店。

## 概要
2007年8月1日にオープンして以来、オンライン中古書店としては最大規模を誇るインターネット通販サイトである。
ブックオフの店舗と同様に、中古の書籍・コミック・CD・DVD・ゲームソフトなどを、インターネットで買取・販売する。
会員数は343万人。在庫数は約500万点（共に2017年3月末時点）。
ブックオフ系列としては珍しく、新刊本や新品ソフトの取り扱いもあり、新品・中古が同時に購入できるワン・ストップ・ショッピングも売りの一つとなっている。
全巻セットを一度に購入できる「オトナ買い」が代表的なサービスで、中古在庫がない巻は新刊で補うことができるユニークな仕組みとなっている
。
無料で入会ができる会員サービスも充実しており、ブックオフの店舗では、欲しい商品の在庫がない場合に、いつ入荷するかを知ることができないが、ブックオフオンラインでは、入荷したらメールで通知してくれる「入荷お知らせメール」を始めとした「お知らせメール機能」が充実している。
自宅にいながら本が売れる宅配買取サービス「宅本便」は、年間33万人が利用しており、22時までに申し込めば、翌日午前からの集荷が可能。

## サイトの特徴

### オトナ買い
コミックの全巻セットや、書籍の全巻セットを一度に購入できる機能。中古・新刊を組み合わせた、その時の最安値で注文することができる。1冊ずつではなく、まとめてカートに入れることができるので、巻数が多いコミックなどを購入する際に便利。

### お知らせメール機能
欲しい商品が入荷したらメールで通知してくれる「入荷お知らせメール」や、希望価格まで値下がりしたら通知してくれる「値下げお知らせメール」など、独特な機能が多い。他には、在庫が全巻揃ったら通知してくれる「オトナ買いお知らせメール」、コミックの最新刊が発売した際に通知してくれる「デマチメール」がある。

### 宅配買取サービス「宅本便」
ブックオフ唯一の宅配買取サービス。利用者は売りたい品物を箱詰めにし、インターネットもしくはフリーダイヤルで依頼すると、運送会社が無料で集荷に来てくれる。送り状の準備は不要。査定後、買取金額は指定した銀行口座へ振込で支払われる。
本は10冊以上、またはCD・DVD・ゲームは3点以上、または買取価格が1,000円以上の商品が1点あれば利用が可能。

### 買取価格検索
ゲーム・DVD・CDについては、宅本便の買取価格を全商品で公開している。　※ブックオフ店舗の買取価格とは異なる。

検索窓に商品名やJANコードを入力し検索することで、買取価格を事前に調べたうえで宅本便を利用することができる。

### 社会貢献プログラム「ボランティア宅本便」
買取金額が寄付になる「ボランティア宅本便」は、専用ページから買取を申し込むことで、開発途上国や地方自治体などを支援できる仕組み。累計の参加人数は49,276人、寄付金額は187,172,449円（集計期間：2008年4月1日～2017年3月31日）。
同じ仕組みを活用した東日本大震災被災地支援プログラムも、2011年より実施しており、いまだ継続中である。買取金額が支援金となる「売って支援プログラム」は累計の参加人数17,852人、寄付金額53,252,543円（集計期間：2011年3月18日～2017年3月31日）※グループ合計の実績。　買取金額が被災地の移動図書館活動の支援に活用される「被災地の移動図書館を応援しよう」は累計の参加人数1,997人　寄付金9,696,911円（集計期間：2011年7月1日～2017年3月31日）。
また、2016年4月22日から「平成28年熊本地震 売って支援プログラム」も開始され、被災地への義援金として活用される。
企業からの参加も受け付けており、CSR支援プログラムとして「企業ボランティア宅本便」を提供している。スターバックスや帝人、NEC、三菱商事、アフラック、大和ハウス工業、ファミリーマート、大塚商会など多数の企業が、この仕組みを導入し、成果をあげている。中でもスターバックスは毎年12月に実施しており、2012年度はこの取り組みを通して150万円以上を日本点字図書館に寄付したとしている。

### 法人向け書籍導入サービス
漫画喫茶の開業や、休憩スペースに漫画を置きたいなどの、法人から書籍購入の要望に対応する窓口がある。導入事例のページではビジネスホテルチェーンのルートインジャパンや、パチンコホールチェーンのダイナムなどが紹介されている。

## 沿革
- 2007年 5月 - 事業拠点を東名横浜ロジスティクス第1センターに開設
- 2007年 8月 - ECサイト「ブックオフオンライン」サービス開始
- 2007年12月 - 宅配買取サービス「宅本便」サービスを刷新し、買取でも会員登録が可能となる
- 2009年 1月 - 公式Twitter開始
- 2009年 3月 - スタッフブログ開始
- 2009年 6月 - 宅本便の本人確認手続き変更
- 2010年 4月 - サイト全面リニューアル
- 2010年 5月 - デマチメール開始
- 2010年 8月 - 会員数が100万人を突破
- 2011年 2月 - ブックオフオンライン モバイルサイト　オープン
- 2011年 9月 - 「本を売って被災地の移動図書館を応援しよう」開始
- 2011年11月 - Twitterを使った商品リコメンドサービス「推し本なび」開始[11]
- 2012年 7月 - ブックオフオンライン楽天市場店　オープン
- 2013年 1月 - 事業拠点を東名横浜ロジスティクス第2センターに追加開設
- 2013年 5月 - ブックオフオンラインAmazon店　オープン
- 2013年 7月 - 事業拠点を古淵オフィスに追加開設
- 2013年 8月 - 会員数が200万人を突破
- 2014年 1月 - 楽天ショップオブザイヤー2013「CD・DVD・本」ジャンル大賞と「中古販売賞」をダブル受賞[12]
- 2014年10月 - オンライン中古書店初　提携クレジットカード発行
- 2015年 1月 - 楽天ショップオブザイヤー2014「CD・DVD・本」ジャンル大賞と「中古販売賞」をダブル受賞[13]
- 2015年 8月 - ブックオフオンラインコラムページ開始
- 2015年12月 - ブックオフオンラインヤフオク！店　オープン
- 2015年12月 - スマートフォンサイトの商品検索機能をフルリニューアル[14]
- 2016年 1月 - 事業拠点を渋谷オフィスに追加開設
- 2016年 3月 - 会員数が300万人を突破
- 2016年11月 - ブクログの書評レビューがブックオフオンラインの商品詳細ページのお客様レビューと連携
- 2016年12月 - ブックオフオンラインLINE＠公式アカウント開設[15]
- 2017年 1月 - 楽天ショップオブザイヤー2016　「CD・DVD・本ジャンル賞」「中古販売賞」でそれぞれ大賞を受賞[16]
- 2017年 1月 - 日本出版販売と業務提携開始
- 2017年 4月 - ブックオフオンラインヤフー店　オープン[17]
- 2017年 5月 - 会員数が350万人を突破[18]
- 2017年 6月 - ブックオフオンラインLINE@公式アカウントの友だち登録者数が10万人を突破[18]

## テレビ放映
広大な面積、膨大な在庫という規模感や、店舗とは違うシステムが注目され、内部潜入系のテレビ番組に取り上げられることが多い。
- めざましテレビ（2008年、フジテレビ）　さまざまな業界での「大人買い」人気について特集される中で、ブックオフオンラインの「オトナ買い機能」が紹介された。
- 所さんの学校では教えてくれないそこんトコロ!（2009年、テレビ東京）　職場での愛妻弁当がテーマの回で、ブックオフオンラインの昼食風景が放映された。
- 雑学王（2010年、テレビ朝日）　社内撮影後、「書籍やDVDを売りたい利用者の要望からオンライン上で販売を始めた“あるモノ”は？」というクイズ問題が出題された。回答は「（買取専用）ダンボール」[19]。
- 関口宏の東京フレンドパークII（2010年、TBS）　ダーツ用の商品（「こちら葛飾区亀有公園前派出所」全巻）をブックオフオンラインが提供した[20]。
- NEWS FINE（2010年、テレビ東京）　ボランティア宅本便の利用方法について紹介された。
- 潜入！リアルスコープ（2010年、フジテレビ）　宅本便の査定方法、買取後の商品の加工、在庫の管理方法などが紹介された[21]。
- モーニングバード!（2011年、テレビ朝日）　注文を受けてからの商品のピッキング方法や、在庫管理システムなどが紹介された。
- がっちりマンデー!!（2013年、TBS）　ブックオフの「謎の巨大倉庫」としてブックオフオンラインの在庫管理、買取システムが細かく紹介され、全国から到着する宅本便（買取）は1日10万点であることや、在庫保管スペースはテニスコート9面分もの面積であることなどが明かされた[22][23]。
- ネプチューンの万物まとめンタリー（2014年、フジテレビ）　雑学を知りつくしたクイズ王が知らない雑学はいくつあるのか？という企画で、ブックオフオンラインの倉庫内での3泊4日の合宿が行われた[24]。
- モーニングショー（2016年、テレビ朝日）　メインキャスター羽鳥慎一さんがブックオフオンラインの倉庫内でピッキング作業(商品出荷)を体験。[25]
- 神奈川ビジネスUp To Date（2016年、テレビ神奈川）　買取品目の拡大を行い「なんでもリユース」企業へと変革するブックオフグループの特集。オンライン事業の強化について東名横浜ロジスティクス 第一センターが紹介された。[26]
- キッズ劇場エース（2016年、テレビ神奈川）　子供向け番組。番組内「むーとんがいく」のコーナーにおいて、ゆるキャラ「むーとん」がインターネットで自身が注文した商品が、自宅に配送されるまでの流れをブックオフオンラインに見学にいく。という設定で商品のピッキング方法などが紹介された。
- Newsevery.（2016年、日本テレビ）　特集コーナー『立ち入り禁止の先』において、「ブックオフ巨大倉庫の謎」と題し放送された。番組レポーターと達人スタッフとの商品ピッキング対決が行われた。

## 拠点

### オフィス
- 本社（神奈川県相模原市）
- 古淵オフィス（神奈川県相模原市）
- 青山オフィス（東京都渋谷区）＃青山ブックセンター本店内

### 倉庫・配送拠点
- 東名横浜ロジスティクス 第一センター（神奈川県横浜市）
- 東名横浜ロジスティクス 第二センター（神奈川県横浜市）

## その他
・コンテンツ作成に担当制を設けており、ライトノベルやボーイズラブの専門ページは「本格的すぎる」と話題になったことがある。

・買いたい商品が浮かばない場合などに、Twitterでブックオフオンラインあてにつぶやくと、スタッフが要望にあった商品をすすめてくれる「推し本なび」というサービスがある。

・リユースやリサイクルに役立つ情報や、エンターテインメント情報、ブックオフオンラインに関するおトク情報をお届けするコラムページがある。